# Доброклонський Олександр Павлович
Олекса́ндр Павло́вич Доброкло́нський (нар. 10 грудня 1856, Павловський Посад, Російська імперія — 4 грудня 1937, Белград) — історик християнської церкви. Ректор Новоросійського університету (сьогодні — Одеський національний університет імені І. І. Мечникова) (1917). Доктор церковної історії, заслужений ординарний професор по кафедрі церковної історії.
Нагороди: ордени св. Володимира ІІІ ст. , cв. Анни ІІ-ІІІ ст., cв. Станіслава I—IV ст.

## Життєпис
Олександр Павлович Доброклонський народився 10 грудня 1856 року у Москві у родині протоієрея. У 1876 завершив навчання у Московській духовній семінарії.
У 1876—1880 роках навчався у Московській духовній академії. Вчителями були найвидатніші спеціалісти з історії церкви — Євген Голубінський, Василь Ключевський, О. Лєбєдєв. Останній був безпосереднім керівником Олександра Доброклонського. 1 серпня 1880 р. наказом обер-прокурора Св. Синоду його було призначено викладачем церковної історії в Пензенську духовну семінарію. Під час навчання у МДА надрукував христологическое учение Федора Мопсуетского «К вопросу о происхождении несторианства». 28 жовтня 1880 р. захистив магістерську дисертацію «Сочинение Факунда, епископа Гермианского: В защиту трех глав (Историко-критическое исследование из эпохи V Вселенского собора)». Захист був проведений блискуче незважаючи на те, що його опонентами були два найдосвідченіших російських спеціаліста з цієї проблеми ординарний професор О. П. Лебедєв та приват-доцент І. І. Соколов. В цьому ж році дисертація вийшла окремим виданням.
У 1881—1892 роках викладав історію церкви у Пензенській та Рязанській духовній семінарії, Рязанському єпархіальному жіночому училищі. З 28 жовтня 1884 р. член Рязанської вченої архівної комісії.
26 лютого 1892 р. наказом синодального обер-прокурора його було переведено на кафедру церковної історії Московської духовної семінарії, і вже 27 квітня 1892 р. призначено членом Комісії для складання історико-статистичного опису церков Московської єпархії. Одночасно, з 29 грудня 1892 р. був обраний приват-доцентом кафедри церковної історії історико-філологічного факультету Імператорського Московського університету.
2 жовтня 1899 р. його було призначено виконуючим обов'язки екстраординарного професора Новоросійського університету по кафедрі церковної історії. Читав декілька курсів з історії церкви. Семінарські заняття складалися з розбору творів письменників та богословських трактатів церковних діячів. Так, наприклад, розбору та аналізу підлягали твори Ф. М. Достоєвського, «Послання протопопа Аввакума про антихриста», розглядалась політична та релігійна діяльність єзуїтів та інші. Двічі, у 1903 р. та у 1905 р. обирається секретарем історико-філологічного факультету. 
З 2 серпня 1907 р. викладач церковної історії на Одеських вищих жіночих курсах, на яких він працював до 1917 р. З 22 вересня 1907 р. голова Історико-філологічного товариства при ІНУ. З 29 травня 1908 р. редактор «Записок» ІНУ, на цій посаді він перебував до 1916 р. З 22 по 27 липня 1910 р. виконував обов'язки декана факультету. А з 22 листопада 1912 р. був затверджений деканом на наступні 4 роки. 22 листопада 1916 р. його знову було затверджено на цій посаді. Під час роботи на історико-філологічному факультеті ІНУ підготував докторську дисертацію і 7 березня 1916 р. наказом Св. Синоду він був затверджений у ступені доктора церковної історії за твір «Преподобный Федор, исповедник и иегумен Студийский». 27 липня 1916 р. був затверджений на посаді ординарного професора кафедри церковної історії ІНУ.
Декілька разів був виконуючим обов'язки ректора ІНУ: з 9 червня по 4 липня 1915 р.; з 17 по 25 серпня 1915 р.; з 10 вересня по 11 жовтня 1916 р.; з 5 травня по 8 листопада 1917 р. Найбільш важливим було його ректорство у 1917 р. В цей час в університеті пройшли деякі зміни. Саботаж занять та роботи ІНУ, постійні вимоги відставки ректора, фактичний зрив занять восени 1917 р. привели до того, що 9 листопада він подав у відставку. В період 1918 початку 1919 рр. працював в ІНУ деканом. 13 вересня 1918 р. наказом Міністра народної освіти був затверджений у званні заслуженого ординарного професора (зі старшинством з 29 грудня 1917 р.). 27 квітня 1919 р. його було звільнено з посади декана історико-філологічного факультету і відраховано з університету. Після зайняття Одеси 23 серпня 1919 р. частинами А. І. Денікіна, повертається до університету.
Читав загальні курси історіографії та історії християнської церкви, спеціальні — історія руської церкви, законодавство і управління в руській церкви, пам'ятки руського церковного права.
Брав участь у роботі низки наукових та просвітницьких товариств. Особливо помітною була його діяльність у Рязанській вченій архівній комісії, Московському товаристві любителів духовного просвітництва та ІФТ при Імператорському Новоросійському університеті (деякий час був його головою). Значну увагу присвятив адміністративним справам: був секретарем історико-філологічного факультету, редактором «Записок» Імператорського Новоросійського університету, деканом історико-філологічного факультету (1910—1919), зрештою — періодично виконував обов'язки ректора Імператорського Новоросійського університету (по декілька місяців у 1915, 1916, 1917). Сповідуючи консервативні погляди, Олександр Доброклонський був одним з лідерів правої професури університету, сприяв діяльності студентського союзу академістів, боровся з проникненням в університет радикальних ідей, обґрунтовував консервативні ідеї в пресі. За це професор був об'єктом цькування у соціалістичній та ліберальній пресі. До того ж професор не цурався суспільно-політичної діяльності: у 1917 брав участь у виборах до міської думи Одеси як один з лідерів правого християнського блоку. Після встановлення влади більшовиків він був змушений емігрувати.
Наприкінці січня 1920 р., разом з відступаючими частинами генерала Шіллінга, покидає Одесу. Навесні 1920 р мешкав у Софії, де йому було запропоновано роботу в Софійському університеті. Від цієї пропозиції він відмовився і переїхав до Белграду, де в середині літа 1920 р. став професором церковної історії богословського факультету Белградського університету. У Белграді активно займається політичною та науковою діяльністю. У 1928 р. він стає одним із засновників Російського культурного комітету, який ставив своєю метою підтримку та подальший розвиток науки, мистецтва та літератури російської еміграції. Найбільшу увагу він приділяв роботі у структурному підрозділі комітету Російському науковому інституті, який він очолював у 1936—1937 роках. В цьому інституті працювали видатні діячі російської еміграції: О. О. Кізеветтер, П. Б. Струве, М. О. Лосський, Г. В. Флоровський, К. Д. Бальмонт, Д. С. Мережковський. Також в 1937 р. він викладав на курсах боротьби з атеїзмом.
Помер 4 грудня 1937 року у Белграді і був похований на місцевому цвинтарі.

## Наукова діяльність
Церковно-історичні дослідження Олександра Доброклонського можна розподілити на теоретичні, історіографічні, конкретно-історичні з історії християнської церкви у Східній Європі та історії церкви у Західній Європі та Візантії. За формою викладу та постановкою питань дослідження Олександра Доброклонського поділяються на узагальнюючи праці з історії християнської церкви, здебільшого у Східній Європі, та дослідження з історії окремих питань (біографії видатних релігійно-церковних діячів, історія монастирів тощо). Продовжуючи ідеї своїх вчителів, намагався надати історії церкви максимально наукових рис. Він наполягав на тому, що історія церкви є частиною історії людського суспільства, і підкоряється загальним законам історії, багатьом чинникам, а праця церковного історика підлягає тим самим принципам, що і праця інших істориків. У позитивістському дусі, він твердив, що історія церкви має вивчати всі сторони церковного життя на максимально широкій джерельній базі. Він вірив у те, що історія може бути об'єктивною, дзеркалом, що відображає дійсне життя з позицій історизму. Подальший прогрес церковно-історичних досліджень, на його думку, полягав у подальшому відході від схоластики та догматики, перенесення наголосу з зовнішньої історії церкви на еволюцію релігійних уявлень народу. На основі цих принципів досяг видатних успіхів у дослідженні історії християнської церкви. Одним з перших він провів ґрунтовний аналіз розвитку церковно-історичних досліджень в Європі від раннього середньовіччя до кінця ХІХ століття. На його думку, наукові студії з історії церкви розпочались в Європі з XVI століття. Найбільш передовою історіографією він вважав протестантську, католицьку критикував за брак широких концепцій, свободи дослідження, різноманітності у прийомах, відзначав успіхи російсько-імперської історіографії та намічав її проблемні місця. Найбільшу відомість у науці здобув як автор великої узагальнюючої праці з історії російської церкви. Автору вдалося не лише вдало систематизувати досягнення тодішньої науки, але й доповнити попередніх істориків на основі джерел. Це дозволило йому більш докладно висвітлити історію московської церкви наприкінці XVI — XVII століть 4 том видання, присвячений новітній історії російської церкви, був цілковито оригінальним дослідженням. «Руководство по истории русской церкви» отримало позитивні відгуки видатних істориків церкви Адольфа фон Гарнака та Антона Карташова. Ще більш оригінальним та фундаментальним дослідженням була праця про життя одного з найвидатніших візантійських церковних діячів Феодора Студита. На основі численних архівних джерел, порівняльного аналізу списків церковних пам'яток, деякі з яких (один зі списків «Житія» Феодора) вперше залучались до історіографії, висвітлив не лише життєвий шлях Феодора, але відтворив широку панораму суспільного та церковного розвитку Візантії у раннє середньовіччя. Велику кількість невідомого архівного матеріалу він використав у дослідженні з історії одного з російських монастирів, Солотчинського на Рязанщині. Більшість джерел з історії цього монастиря він видав в окремому археографічному виданні.
Працюючи в Імператорському Новоросійському університеті читав загальний курс — Історія християнської церкви та спеціальний курс — Історія російської церкви. Пізніше ним були розроблені та читалися курси: загальний — Історіографія та історія християнської церкви та спеціальний — Законодавство і управління в російській церкві, а з 1915 р. -  Читання пам'яток російського церковного права. Під його керівництвом слухачки Одеських вищих жіночих курсів склали та надрукували «Курс истории христианской церкви (І-ІІІ вв.)».

## Наукові праці
- Александрийская образованность как сфера, благоприятствовавшая происхождению христианской Александрийской школы / А. П. Доброклонский // Чтения в Обществе любителей духовного просвещения. — 1880. — № 1/2. — С. 220—258.
- Христологическое учение Феодора Мопсуестского: К вопросу о происхождении несторианства / А. П. Доброклонский // Чтения в Обшестве любителей духовного просвещения. — 1880. — № 1/2. — С. 471—494.
- Сочинение Факунда, епископа Гермианского: В защиту трех глав: (ист.-крит. исслед. из эпохи V Вселенского собора) / А. П. Доброклонский. — М. : Лавров и Леонтьев, 1880. — 312 с.
- Солотчинский монастырь, его слуги и крестьяне в XVII веке / А. П. Доброклонский. — М., 1888. — 132 с.
- Описи дел Рязанского исторического архива. Вып. 1 : Описание дел архива Солотчинского монастыря / А. П. Доброклонский. — Рязань: Тип. губ., 1889. — 55 с.
- Руководство по истории русской церкви. Рязань, 1889—1890. Вып. 1/2 : Периоды: домонгольский, 988—1237 гг., и северо-восточной митрополии, 1237—1588 гг. / А. П. Доброклонский. — М., 1889. — 441 с.
- Руководство по истории русской церкви. Рязань, 1889—1890. Вып. 3 : Патриарший период, 1589—1700 гг. / А. П. Доброклонский. — М., 1889. — 306 с.
- Руководство по истории русской церкви. Рязань, 1889—1890. Вып. 4 : Синодальный период, 1700—1890 гг. / А. П. Доброклонский. — М., 1893. — 441 с.
- Учебный курс русской церкви / А. П. Доброклонский. — [Б. м., б. г.]. — Вып. 1. — 251 с.
- Преподобный Феодор, исповедник и игумен Студийский. Ч. 1 : Его эпоха, жизнь и деятельность / А. П. Доброклонский // Записки Императорского Новороссийского университета. — 1913. — Т. 113. — ХХ, 972, ХС, 10 с. ; Ч. 2 : Его творения. — Записки Императорского Новороссийского университета. Ист.-филол. фак. — 1914. — Вып. 8. — С. 1-569.